# 薩拉多布蘭科
薩拉多布蘭科是哥倫比亞的城鎮，位於該國西南部，由乌伊拉省負責管轄，始建於1626年，面積290平方公里，海拔高度1,281米，2005年人口10,262，人口密度每平方公里35.39人。
2°01′N 76°03′W / 2.017°N 76.050°W